# Ieixivà de Sderot
La Ieixivà de Sderot, (en hebreu: ישיבת ההסדר שדרות) (transliterat: Yeshivat HaHesder Sderot) coneguda formalment com la Ieixivà Hesder Max i Ruth Schwartz de Sderot, va ser fundada en 1994 pel Rabí Dovid Fendel. La ieixivà es troba a la ciutat de Sederot, a un quilòmetre de la Franja de Gaza i de la ciutat àrab palestina de Bait Hanun. És la ieixivà del programa hesder més gran de tot Israel, compta amb un cos estudiantil de més de 800 estudiants procedents de comunitats de tot el país. A més d'estudiar, els estudiants demostren el seu compromís amb els residents de Sderot a través de molts projectes de voluntariat.
Després de l'inici de la Segona Intifada a l'octubre de 2000 la ciutat ha estat sota el foc constant de coets Qassam llançats per Hamàs i la Gihad Islàmic. Això va cridar l'atenció sobre la ieixivà, que va ser reconstruïda en una sèrie d'edificis a prova de coets. Des de 2007 la ieixivà ha encès cada any una Menorà de Hanukkà feta amb els projectils gastats dels coets disparats contra Sderot des de la Franja de Gaza.